# Gallegos de Hornija
Gallegos de Hornija település Spanyolországban, Valladolid tartományban.  Lakosainak száma 109 fő (2024).

## Népesség
A település népessége az utóbbi években az alábbiak szerint változott:
| Lakosok száma | 146  | 151  | 150  | 146  | 147  | 140  | 134  | 122  | 110  | 109  |
|               | 2001 | 2004 | 2007 | 2009 | 2012 | 2014 | 2017 | 2019 | 2022 | 2024 |